# Ken Blackburn
Kenneth „Ken“ Colster Blackburn, MNZM (* 6. Juni 1935 in Horfield, Bristol, England, Vereinigtes Königreich) ist ein neuseeländischer Schauspieler und Synchronsprecher. Er wurde Anfang der 1990er Jahre durch sein Mitwirken in den Fernsehserien Shortland Street und White Fang einem breiten nationalen Publikum bekannt.

## Leben
Blackburn wurde am 6. Juni 1935 in Horfield geboren. Seine Ausbildung schloss er in Neuseeland ab. Ab 1972 wirkte er in verschiedenen britischen, neuseeländischen und australischen Film- und Fernsehserienproduktionen mit. 1972 gab er im Fernsehfilm An Awful Silence sein Filmschauspieldebüt. Von 1976 bis 1977 spielte er in acht Episoden der Fernsehserie Moynihan die Rolle des Brian Crosby, ehe er 1977 zusätzlich in der Fernsehserie Hunters Gold als Baddock zu sehen war. Von 1977 bis 1978 wirkte er in 18 Episoden der Fernsehserie Kirby’s Company in der Rolle des Bill Kirby mit. 1978 hatte er die Hauptrolle im Spielfilm Skin Deep inne. Von 1992 bis 1993 verkörperte er die Rolle des Sir Bruce Warner in 43 Episoden der Fernsehserie Shortland Street. Von 1993 bis 1994 spielte er die Rolle des Hank in 32 Episoden der Fernsehserie White Fang. Im selben Jahr hatte er eine Rolle im Fernsehfilm Anschlag auf die Rainbow Warrior inne. Seit 2022 stellt er in der Fernsehserie Der Herr der Ringe: Die Ringe der Macht die Rolle des Geistlichen Tar-Palantir dar.
Blackburn ist auch als Theaterdarsteller tätig. Für seine Leistungen als Vladimir im Stück Waiting for Godot wurde er 1999 bei den Chapman Tripp Theatre Awards als Bester Schauspieler ausgezeichnet. Bei den Queen’s Birthday Honours 2005 wurde er für seine Verdienste um die darstellenden Künste zum Mitglied des New Zealand Order of Merit ernannt.

## Filmografie (Auswahl)
- 1972: An Awful Silence (Fernsehfilm)
- 1976: The Park Terrace Murder (Fernsehfilm)
- 1976–1977: Moynihan (Fernsehserie, 8 Episoden)
- 1977: Hunters Gold (Hunter’s Gold, Fernsehserie, 7 Episoden)
- 1977: The Mackenzie Affair (Miniserie, Episode 1x05)
- 1977: The Governor (Miniserie, Episode 1x02)
- 1977–1978: Kirby’s Company (Fernsehserie, 18 Episoden)
- 1978: Glenview High (Fernsehserie, Episode 1x19)
- 1978: Skin Deep
- 1979: Chopper Squad (Fernsehserie, Episode 2x11)
- 1979: Das Gold der Wüste (Golden Soak, Miniserie, 3 Episoden)
- 1979: Patrol Boat (Fernsehserie, Episode 1x07)
- 1979: A Place in the World (Miniserie, Episode 1x03)
- 1980: Close to Home (Fernsehserie, Episode 1x500)
- 1980–1981: Mortimer’s Patch (Fernsehserie, 2 Episoden)
- 1981: Die Bilder der Brüder Burton (Pictures)
- 1981: Böses Blut (Bad Blood)
- 1982: Casualties of Peace (Fernsehfilm)
- 1983: An Age Apart (Fernsehserie, Episode 1x06)
- 1983: Nearly No Christmas (Fernsehfilm)
- 1984–1986: Gliding On (Fernsehserie)
- 1985: Hanlon (Fernsehserie, Episode 1x01)
- 1987: Ngati
- 1987: Young Detectives on Wheels
- 1987: Steel Riders (Fernsehserie, 2 Episoden)
- 1988: The Grasscutter (Fernsehfilm)
- 1988: Erebus: The Aftermath (Miniserie, 4 Episoden)
- 1989: Geheimbund der Rose (Brotherhood of the Rose, Miniserie, 2 Episoden)
- 1989: Die fliegenden Ärzte (The Flying Doctors, Fernsehserie, Episode 5x01)
- 1990: Die Entführung der Betty Boomer (Betty’s Bunch, Fernsehserie, 9 Episoden)
- 1990–1991: Shark in the Park (Fernsehserie, 4 Episoden)
- 1991: Which Way Home (Miniserie)
- 1991: The Sound and the Silence (Fernsehfilm)
- 1991: Gold: The World’s Play (Fernsehfilm)
- 1992: Bradburys Gruselkabinett (The Ray Bradbury Theater, Fernsehserie, 2 Episoden)
- 1992: Absent Without Leave
- 1992–1994: Shortland Street (Fernsehserie, 43 Episoden)
- 1993–1994: White Fang (Fernsehserie, 32 Episoden)
- 1993: Anschlag auf die Rainbow Warrior (The Rainbow Warrior, Fernsehfilm)
- 1995: Hercules (Fernsehserie, Episode 1x02)
- 1995: Letter to Blanchy (Fernsehserie, Episode 1x03)
- 1996: Xena – Die Kriegerprinzessin (Xena: Warrior Princess, Fernsehserie, Episode 1x12)
- 1996: The Frighteners
- 1998: Duggan (Fernsehserie, Episode 1x01)
- 1998: Die Robinsons – Aufbruch ins Ungewisse (The Adventures of Swiss Family Robinson, Fernsehserie, 8 Episoden)
- 1998: Tell – Im Kampf gegen Lord Xax (The Legend of William Tell, Fernsehserie, 3 Episoden)
- 1999: Farscape (Fernsehserie, Episode 1x06)
- 2000: Dark Knight (Fernsehserie, Episode 1x13)
- 2001: Atlantis High (Fernsehserie, Episode 1x01)
- 2003: The Strip (Fernsehserie, Episode 2x16)
- 2005: King Kong
- 2009: Until Proven Innocent (Fernsehfilm)
- 2010: Legend of the Seeker – Das Schwert der Wahrheit (Legend of the Seeker, Fernsehserie, Episode 2x22)
- 2011: Emilie Richards (Fernsehserie, Episode 1x08)
- 2011: Rest for the Wicked
- 2011: Antonio’s Secret (Kurzfilm)
- 2012: Strongman: The Tragedy
- 2014: Movie (Kurzfilm)
- 2015: Slow West
- 2015: Life Is for Living (Kurzfilm)
- 2015: Sunset Song
- 2015–2017: Brokenwood – Mord in Neuseeland (The Brokenwood Mysteries, Fernsehserie, 3 Episoden)
- 2016: Hillary (Fernsehserie, Episode 1x02)
- seit 2022: Der Herr der Ringe: Die Ringe der Macht (The Lord of the Rings: The Rings of Power, Fernsehserie)
- 2024: Sweet Tooth (Fernsehserie, Episode 3x01)

## Synchronisationen (Auswahl)
- 2012: Path of Exile (Computerspiel)

## Theater (Auswahl)
- 2004: Foolish Acts, Regie: Steven Ray, Circa Theatre
- 2005: Democracy, Regie: Ross Jolly, Circa Theatre
- 2005: Bright Star, Regie: Susan Wilson, Circa Theatre
- 2005: The Cherry Orchard, Circa Theatre
- 2005: Milo’s Wake, Circa Theatre
- 2007: Who Wants to Be 100?, Regie: Ross Gumbley, Court Theatre
- 2009: Entertaining Mr Sloane, Regie: Conrad Newport, Circa Theatre
- 2009: 4 Flats Whites In Italy, Regie: Ross Gumbley, Court Theatre
- 2011: Othello, Regie: Jesse Peach, Peach Theatre Company
- 2012: Death of a Saleman, Regie: Jesse Peach, Peach Theatre Company
- 2013: Anne Boleyn, Regie: Colin McColl, Auckland Theatre Company
- 2013: Motel, Regie: Todd Rippon, Basement Theatre
- 2014: The Caretaker, Regie: Lara Macgregor, Fortune Theatre
- 2015: Heroes, Regie: Alison Quigan, Auckland Theatre Company
- 2016: King Lear, Regie: Michael Hurst, Circa Theatre
- 2017: Three Days in the Country, Regie: Susan Wilson, Circa Theatre